# Chant (cratère)
Pour les articles homonymes, voir Chant (homonymie).
Chant est un cratère d'impact lunaire situé sur la face cachée de la Lune, derrière le limbe sud-ouest, vu de la Terre. Il se trouve dans la partie sud-ouest de la couverture d'éjectas entourant Mare Orientale, au-delà de la chaîne montagneuse Montes Cordillera. À l'ouest-nord-ouest se trouve la grande plaine fortifiée Blackett. Au sud se trouve le cratère Mendel (en).
Il s'agit d'un cratère presque circulaire, dont la paroi nord-est présente un léger renflement vers l'extérieur. Le bord extérieur est tranchant, et les parois intérieures sont en pente descendante, avec seulement quelques terraces[Traduire passage] mineures le long de la paroi est. Le fond intérieur est quelque peu irrégulier, notamment dans sa moitié sud. Un petit pic central se trouve à mi-hauteur du fond.
Le nom Chant a été officiellement adopté par l'Union astronomique internationale en 1970 et nommé d'après Clarence Chant.
Ce cratère se trouve au nord-ouest du bassin Mendel-Rydberg (en), un bassin d'impact de 630 km de large d'âge nectarien.